# Кубанская народная республика
Куба́нская наро́дная респу́блика (укр. Кубанська Народна Республіка), с 4 декабря 1918 года официально — Куба́нский край (укр. Кубанський край) — государственное образование на территории бывшей Кубанской области и Кубанского казачьего войска, созданное после распада Российской империи и существовавшее в 1918—1920 годах.

## Внутреннее устройство
Законодательными органами республики были «Кубанская краевая рада» и «Кубанская законодательная рада».
Исполнительную власть возглавлял головной атаман, который одновременно был главнокомандующим. Избирался головной атаман Краевой радой на срок 4 года. Правительство назначалось головным атаманом и было ответственно перед Законодательной радой.
Наиболее влиятельными политическими силами были «черноморцы» и «линейцы». «Черноморцы», более сильные экономически и политически, представляли украиноязычное черноморское казачество и стояли на проукраинских позициях. «Линейцы» представляли русскоязычное линейное казачество и в большей степени ориентировались на «Единую и неделимую Россию».
Кроме того, «линейцы» имели поддержку со стороны ВСЮР и значительной части кубанского офицерства. Политическая борьба этих сил продолжалась всё время существования республики, вследствие чего за два года сменилось три атамана (Александр Филимонов, Николай Успенский, Николай Букретов) и четыре председателя правительства (Лука Быч, Филипп Сушков, Павел Курганский, Василий Иванис). При этом составы правительства сменялись девять раз.
Дискуссия между двумя «фракциями» (черноморцы и линейцы) не выходила за рамки «парламентской», и так или иначе стороны приходили к компромиссу — все решения признавались обеими сторонами. В какой-то степени они уравновешивали друг друга. На фоне идущей гражданской войны это уже было определенным достижением.
Также имелись сословные противоречия между казаками (которые составляли менее 50 % населения республики и при этом владели более 80 % земель) и иногородними крестьянами, которые к тому же были лишены избирательного права.
Приоритетными направлениями внутренней политики были: решение социальных, национальных и экономических проблем, мероприятия по переводу на украинский язык учебных заведений в районах, где украинцы составляли большинство. Во внешней политике, согласно «Энциклопедии истории Украины» — борьба с большевизмом, ориентация на Украину, в частности поддержка движения за объединение с Украиной на федеративной основе.
Экономика края, ориентированная на сельскохозяйственное производство, была достаточно стабильной. Отрицательные факторы военного времени (развал транспорта и производственных связей, необходимость содержания воюющей армии и дефицит рабочей силы) компенсировались тыловым положением Кубани (со второй половины 1918 до начала 1920 года), мощным сельскохозяйственным потенциалом и наличием портов. Несмотря на сокращение посевных площадей, общий урожай зерновых по сравнению с 1914 годом снизился незначительно; в республике действовало мощное кооперативное движение, объединявшее более 780 тысяч человек, а также почти 900 кредитных, потребительских и ссудно-сберегательных учреждений с общим оборотом в сотни миллионов рублей.

## История республики

### Автономия Кубанского края
24 сентября 1917 года в Екатеринодаре открылась вторая сессия Кубанской Военной Рады на которой обговаривались три вопроса:
- земельный
- местное самоуправление
- государственное устройство России

Председателем сессии был кубанец Николай Рябовол. На сессии также были представители Украины, которые выступили с приветственным сообщением. Эта Рада утвердила вступление Кубани в состав Юго-Восточного союза. По поводу государственного устройства Рада выступили за федеративную Российскую республику.

### Независимая Кубанская народная республика
28 января 1918 года Кубанской краевой войсковой радой во главе с Николаем Рябоволом на землях бывшей Кубанской области была провозглашена независимая Кубанская народная республика как часть будущей Российской федеративной республики. Но уже 16 февраля 1918 года Кубань была провозглашена независимой самостоятельной Кубанской народной республикой.
В это время власть в крае переходила в руки большевиков. Их опорой было соседнее Черноморье, где власть Советов в Туапсе установилась 3 ноября 1917 года, а в Новороссийске — 1 декабря 1917 года. В январе 1918 года советская власть была установлена в Армавире, Майкопе, Тихорецке, Темрюке и ряде станиц. Сформированные отряды Красной гвардии и части 39-й пехотной дивизии развернули наступление на Екатеринодар, который был занят 14 (1) марта. В этот период казачество занимало выжидательную позицию и не принимало сторону ни большевиков, ни белой армии; также игнорировались призывы к вступлению в кубанскую армию краевого правительства.
Отступившее правительство Кубани пошло на переговоры с Добровольческой армией, и в марте у станицы Ново-Дмитриевской были объединены добровольческие части и отряд Кубанской рады Виктора Покровского. Командующим объединённой армии стал Лавр Корнилов. Между командованием Добровольческой армии и кубанским правительством был заключён договор о совместной борьбе с большевиками.
За период с весны до осени 1918 года на Кубани произошёл переход большинства казачьего населения к выступлению против большевиков. Этому способствовала конфискация и передел войсковых земель, перестройка сословного землепользования казачества и уравнивание его с остальной массой сельского населения; классовая политика большевиков, способствовавшая разжиганию сословной розни, что привело к росту числа погромов казаков, расстрелам и грабежам со стороны «иногородних»; мародерство некоторых красноармейских отрядов, состоявших из иногородних и акты расказачивания.
В течение всего 1918 года шла тайная борьба за влияние на Кубань между Украиной и Доном, которые имели своих союзников в краевом правительстве и в перспективе стремились присоединить Кубань к себе. 28 мая 1918 года в Киев прибыла делегация главы Краевой рады Рябовола. Официально предметом переговоров были вопросы установления межгосударственных отношений и оказание Украиной помощи Кубани в борьбе с большевиками. Одновременно велись тайные переговоры о присоединении Кубани к Украине. О характере этих переговоров стало известно представителям Дона и под давлением донского правительства правительство Кубани запретило своей делегации вести переговоры об объединении. Вместо этого были активизированы переговоры о помощи поставками оружия, которые успешно завершились, и уже в конце июня Украинская держава поставила на Кубань 9700 винтовок, 5 млн патронов, 50 тыс. снарядов для 3-дюймовых орудий. Подобные поставки осуществлялись и в дальнейшем. Однако тайные контакты между кубанцами и украинским правительством продолжались. В то время, когда Добровольческая армия готовилась к походу на Екатеринодар, украинская сторона предложила высадить десант на азовском побережье Кубани. В это время должно было начаться подготовленное казацкое восстание. Планировалось объединёнными усилиями изгнать большевиков и провозгласить объединение Украины и Кубани. Из Харькова на азовское побережье была переброшена дивизия Натиева (15 тысяч человек), однако план провалился как из-за двойной игры немцев, так и из-за промедления высших чинов военного министерства.
В начале августа 1918 года на Тамани вспыхнуло массовое восстание под предводительством полковника Перетятко, получившее помощь в виде оружия, боеприпасов и амуниции от немецких войск, дислоцировавшихся в Керчи. Повстанцы освободили Правобережную Кубань и создали условия для наступления Добровольческой армии, которая 17 августа взяла Екатеринодар.
23 июня в Новочеркасске прошло заседание Кубанского правительства, на котором решался вопрос о том, на кого ориентироваться в дальнейшем — на Украину или Добровольческую армию. Большинством голосов вопрос был решён в пользу добровольцев.
В дальнейшем отношения между Добровольческой армией и кубанскими лидерами обострились. Добровольцы рассматривали Кубань как неотъемлемую часть России, стремились к упразднению кубанского правительства и Рады и подчинению атамана Кубанского казачьего войска командующему Добровольческой армии. Кубанцы же стремились отстоять свою самостоятельность и желали играть более важную роль при решении как военных, так и политических вопросов. Кроме того, борясь с противодействием кубанских властей, Деникин постоянно вмешивался во внутренние дела казачьих областей, что, в свою очередь, вызывало недовольство казачьих органов власти.
Кубанско-деникинское противостояние обострилось после 13 июня 1919 года. В это день на Южно-русской конференции глава Кубанской краевой рады Николай Рябовол выступил с речью, в которой критиковал деникинский режим. Этой же ночью он был застрелен в холле отеля «Палас» сотрудником деникинского ОСВАГа. Это убийство вызвало значительное возмущение на Кубани. Кубанские казаки стали покидать действующую армию; последующие события привели к тому, что дезертирство кубанцев стало массовым и их доля в войсках Деникина, в конце 1918 года составлявшая 68,75 %, к началу 1920 года упала до 10 %, что стало одной из причин поражения белой армии.
Рада открыто объявила, что бороться нужно не только с Красной армией, но и с монархизмом, опирающимся на армию Деникина. Уже в начале осени депутатами краевой рады велась активная пропаганда по отделению Кубани от России, начались активные переговоры с Грузией и Украинской народной республикой. Одновременно делегация Кубани на Парижской мирной конференции ставит вопрос о принятии Кубанской народной республики в Лигу Наций и подписывает договор с представителями меджлиса Горской республики.

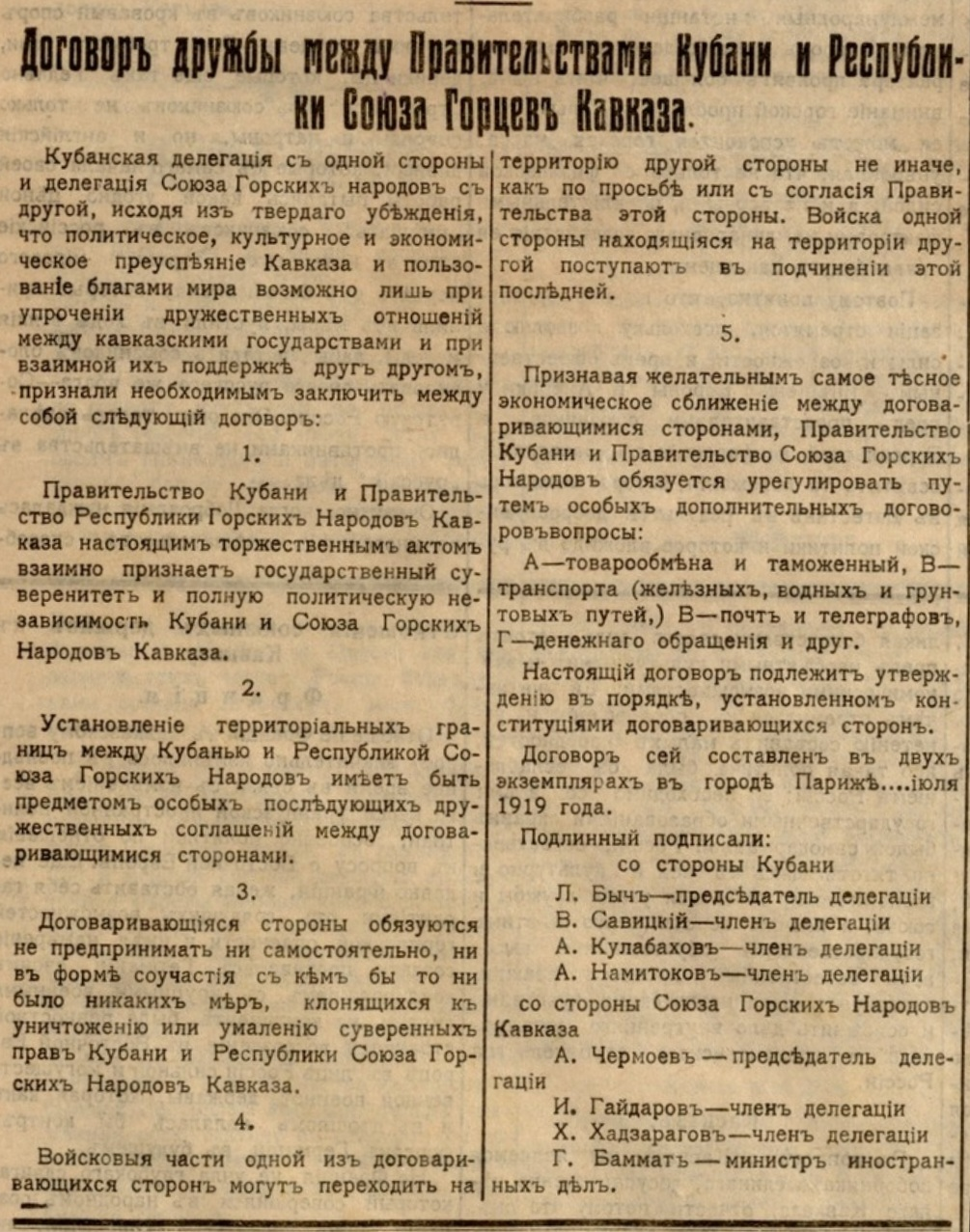
Договор дружбы между Правительствами Кубани и Горской республики. Июль 1919

Договор, заключённый между Кубанью и Горской республикой, мог рассматриваться как направленный против Терского казачьего войска и командования ВСЮР. Под этим предлогом 7 ноября 1919 года Деникин приказывает предать полевому суду всех лиц, подписавших договор. Дальнейшие события стали известны под именем «кубанское действо», осуществлённое генералом Покровским. Священник Алексей Кулабухов был схвачен и повешен, остальные члены делегации, боясь расправы, на Кубань не вернулись. Кроме того, была разогнана Законодательная рада, а десять её наиболее влиятельных членов были арестованы и принудительно высланы в Турцию. Функции Законодательной Рады были переданы Краевой Раде, власть Войскового атамана и правительства была усилена. Но уже через два месяца Краевая Рада восстановила Законодательную Раду и отменила все уступки ВСЮР.
В конце февраля — начале марта 1920 года на фронте наступил перелом, Красная армия перешла в наступление. Деникин пытался бороться с дезертирством, направляя в кубанские станицы так называемые «отряды порядка», формируемые из донских казаков. Но это вызвало ещё большую враждебность кубанцев: станичники выносили решения об удалении Деникина с Кубани, участились массовые переходы казаков на сторону красных.
3 марта Красная армия начала Кубано-Новороссийскую операцию. Добровольческий корпус, донская и кубанские армии начали отход. 17 марта Красная армия вошла в Екатеринодар. Кубанская армия была прижата к границе Грузии и 2—3 мая капитулировала. Кубанская народная республика, её правительство и Кубанское казачье войско были упразднены.
Кубань вместе с Черноморьем вошла в состав РСФСР в виде Кубано-Черноморской области. Однако массовое казачье повстанческое движение продолжалось до 1922 года, а отдельные повстанческие отряды действовали до 1925 года.

## Правление
| № | Имя                 | Фото | Начало полномочий | Конец полномочий |
| - | ------------------- | ---- | ----------------- | ---------------- |
| 1 | Александр Филимонов |      | январь 1918       | май 1919         |
| 2 | Николай Успенский   |      | 11 ноября 1919    | 17 декабря 1919  |
| 3 | Николай Букретов    |      | январь 1920       | март 1920        |

| № | Имя                   | Фото | Начало полномочий          | Конец полномочий    |
| - | --------------------- | ---- | -------------------------- | ------------------- |
| 1 | Лука Быч              |      | 19 октября (1 ноября) 1917 | 31 декабря 1918 год |
| 2 | Филипп Сушков         |      | 31 декабря 1918 год        | 19 мая 1919 год     |
| - | Даниил Скобцов (врио) |      | 19 мая 1919 год            | 25 мая 1919         |
| 3 | Павел Курганский      |      | 25 мая 1919                | 11 декабря 1919     |
| 4 | Филипп Сушков         |      | 11 декабря 1919            | 18 января 1920      |
| 5 | Василий Иванис        |      | 18 января 1920             | март 1920           |

## Периодическое издание
В 1920 году выходила ежедневная газета «Вестник Кубанского Краевого Правительства».